# After hours (The Velvet Underground)
After hours is een nummer van de Amerikaanse experimentele rockgroep The Velvet Underground. Het is het tiende en laatste nummer van het album The Velvet Underground uit 1969.

## Achtergrond
After hours is een akoestisch folklied over nachtclubs. Het is een van de weinige nummers van The Velvet Underground die wordt gezongen door drummer Maureen Tucker; Lou Reed schreef het nummer speciaal voor haar om te zingen. De opnamesessie verliep echter moeizaam vanwege haar gebrek aan zangervaring. Pas nadat Tucker iedereen behalve Reed uit de studio had gestuurd kon de opname worden afgerond.
In 2014 werd een filmcompetitie gehouden ter gelegenheid van de 45e verjaardag van het album The Velvet Underground. De inzending van regisseur Oliver Chen werd verkozen tot de officiële videoclip van After hours.
Het nummer is onder meer gecoverd door R.E.M., Blind Melon, The White Stripes, Red Hot Chili Peppers, Babyshambles en Eddie Vedder.

## Bezetting
- Maureen Tucker - zang
- Lou Reed - gitaar
- Doug Yule - basgitaar